# Erebia burmanni
Erebia burmanni är en fjärilsart som beskrevs av Wolfsberger 1969. Erebia burmanni ingår i släktet Erebia och familjen praktfjärilar. Inga underarter finns listade i Catalogue of Life.